# Saison 2017-2018 des Celtics de Boston
La saison 2017-2018 des Celtics de Boston est la 72e saison de la franchise en National Basketball Association (NBA).

## Draft
| Tour | Choix | Joueur       | Poste | Nationalité | Provenance                    |
| ---- | ----- | ------------ | ----- | ----------- | ----------------------------- |
| 1    | 3     | Jayson Tatum | SF    | États-Unis  | Blue Devils de Duke           |
| 2    | 37    | Semi Ojeleye | PF    | États-Unis  | Mustangs de SMU               |
| 2    | 53    | Kadeem Allen | SG    | États-Unis  | Wildcats de l'Arizona         |
| 2    | 56    | Jabari Bird  | SG    | États-Unis  | Golden Bears de la Californie |

## Matchs

### Summer League
| Summer League Total: 5-3 |

| Match | Date match | Équipe       | Score   | Meilleur marqueur | Meilleur marqueur | Meilleur passeur   | Lieux                  | Série |
| ----- | ---------- | ------------ | ------- | ----------------- | ----------------- | ------------------ | ---------------------- | ----- |
| 1     | 3 juillet  | Philadelphie | V 89-88 | Jaylen Brown (29) | Jaylen Brown (12) | Jackson, Tatum (3) | Jon M. Huntsman Center | 1 - 0 |
| 2     | 5 juillet  | San Antonio  | D 70-81 | Jayson Tatum (23) | Jayson Tatum (10) | Scoochie Smith (3) | Jon M. Huntsman Center | 1 - 1 |
| 3     | 6 juillet  | Utah         | D 65-68 | Abdel Nader (17)  | Jayson Tatum (12) | Allen, Nader (2)   | Jon M. Huntsman Center | 1 - 2 |

| Match | Date match | Équipe       | Score   | Meilleur marqueur | Meilleur rebondeur | Meilleur passeur      | Lieux                | Série |
| ----- | ---------- | ------------ | ------- | ----------------- | ------------------ | --------------------- | -------------------- | ----- |
| 1     | 8 juillet  | L.A. Lakers  | V 86-81 | Jayson Tatum (27) | Jayson Tatum (11)  | Demetrius Jackson (4) | Thomas & Mack Center | 1 - 0 |
| 2     | 9 juillet  | Phoenix      | V 70-64 | Jaylen Brown (13) | Ante Žižić (11)    | Demetrius Jackson (4) | Thomas & Mack Center | 2 - 0 |
| 3     | 11 juillet | Philadelphie | V 88-83 | Bird, Tatum (15)  | Ante Žižić (13)    | Demetrius Jackson (4) | Thomas & Mack Center | 3 - 0 |
| 4     | 13 juillet | Golden State | V 93-69 | Rosco Allen (18)  | Ante Žižić (10)    | Demetrius Jackson (4) | Cox Pavilion         | 4 - 0 |
| 5     | 15 juillet | Dallas       | D 74-91 | Rosco Allen (12)  | Petteway, Wood (6) | Rosco Allen (4)       | Thomas & Mack Center | 4 - 1 |

### Pré-saison
| Pré-saison Total: 4-0 (Domicile : 2-0 ; Extérieur : 2-0) |

| Match | Date match | Équipe         | Score     | Meilleur marqueur | Meilleur rebondeur | Meilleur passeur   | Lieux              | Série |
| ----- | ---------- | -------------- | --------- | ----------------- | ------------------ | ------------------ | ------------------ | ----- |
| 1     | 2 octobre  | Charlotte      | V 94-82   | Daniel Theis (12) | Daniel Theis (7)   | Jayson Tatum (5)   | TD Garden          | 1 - 0 |
| 2     | 6 octobre  | @ Philadelphie | V 110-102 | Kyrie Irving (21) | Al Horford (9)     | Gordon Hayward (5) | Wells Fargo Center | 2 - 0 |
| 3     | 9 octobre  | Philadelphie   | V 113-96  | Semi Ojeleye (16) | Terry Rozier (10)  | Terry Rozier (6)   | TD Garden          | 3 - 0 |
| 4     | 11 octobre | @ Charlotte    | V 108-100 | Kyrie Irving (16) | Al Horford (8)     | Kyrie Irving (10)  | Spectrum Center    | 4 - 0 |

### Saison régulière
| Saison régulière Total: 55-27 (Domicile : 27-14 ; Extérieur : 28-13) |

| Match | Date match | Équipe         | Score     | Meilleur marqueur | Meilleur rebondeur | Meilleur passeur   | Lieux                     | Série |
| ----- | ---------- | -------------- | --------- | ----------------- | ------------------ | ------------------ | ------------------------- | ----- |
| 1     | 17 octobre | @ Cleveland    | D 99-102  | Jaylen Brown (25) | Jayson Tatum (10)  | Kyrie Irving (10)  | Quicken Loans Arena       | 0 - 1 |
| 2     | 18 octobre | Milwaukee      | D 100-108 | Jaylen Brown (18) | Jayson Tatum (9)   | Terry Rozier (6)   | TD Garden                 | 0 - 2 |
| 3     | 20 octobre | @ Philadelphie | V 102-92  | Kyrie Irving (21) | Al Horford (9)     | Irving, Larkin (4) | Wells Fargo Center        | 1 - 2 |
| 4     | 24 octobre | New York       | V 110-89  | Jaylen Brown (23) | Al Horford (13)    | Kyrie Irving (7)   | TD Garden                 | 2 - 2 |
| 5     | 26 octobre | @ Milwaukee    | V 96-89   | Al Horford (27)   | Brown, Horford (9) | Kyrie Irving (7)   | BMO Harris Bradley Center | 3 - 2 |
| 6     | 28 octobre | @ Miami        | V 96-90   | Kyrie Irving (24) | Al Horford (9)     | Marcus Smart (4)   | American Airlines Arena   | 4 - 2 |
| 7     | 30 octobre | San Antonio    | V 108-94  | Kyrie Irving (24) | Al Horford (13)    | Marcus Smart (7)   | TD Garden                 | 5 - 2 |

| Match | Date match   | Équipe          | Score          | Meilleur marqueur  | Meilleur rebondeur | Meilleur passeur    | Lieux                    | Série  |
| ----- | ------------ | --------------- | -------------- | ------------------ | ------------------ | ------------------- | ------------------------ | ------ |
| 8     | 1er novembre | Sacramento      | V 113-86       | Brown, Irving (22) | Daniel Theis (10)  | Marcus Smart (8)    | TD Garden                | 6 - 2  |
| 9     | 3 novembre   | @ Oklahoma City | V 101-94       | Kyrie Irving (25)  | Jaylen Brown (12)  | Kyrie Irving (6)    | Chesapeake Energy Arena  | 7 - 2  |
| 10    | 5 novembre   | @ Orlando       | V 104-88       | Jaylen Brown (18)  | Al Horford (10)    | Marcus Smart (8)    | Amway Center             | 8 - 2  |
| 11    | 6 novembre   | @ Atlanta       | V 110-107      | Kyrie Irving (35)  | Al Horford (10)    | Al Horford (9)      | Philips Arena            | 9 - 2  |
| 12    | 8 novembre   | L.A. Lakers     | V 107-96       | Aron Baynes (21)   | Jaylen Brown (11)  | Marcus Smart (6)    | TD Garden                | 10 - 2 |
| 13    | 10 novembre  | Charlotte       | V 90-87        | Larkin, Tatum (16) | Jaylen Brown (13)  | Marcus Smart (7)    | TD Garden                | 11 - 2 |
| 14    | 12 novembre  | Toronto         | V 95-94        | Al Horford (21)    | Baynes, Theis (8)  | Marcus Smart (9)    | TD Garden                | 12 - 2 |
| 15    | 14 novembre  | @ Brooklyn      | V 109-102      | Kyrie Irving (25)  | Al Horford (11)    | Kyrie Irving (5)    | Barclays Center          | 13 - 2 |
| 16    | 16 novembre  | Golden State    | V 92-88        | Jaylen Brown (22)  | Al Horford (11)    | Kyrie Irving (6)    | TD Garden                | 14 - 2 |
| 17    | 18 novembre  | @ Atlanta       | V 110-99       | Kyrie Irving (30)  | Jayson Tatum (7)   | Al Horford (6)      | Philips Arena            | 15 - 2 |
| 18    | 20 novembre  | @ Dallas        | V 110-102 (OT) | Kyrie Irving (47)  | Trois joueurs (9)  | Marcus Smart (8)    | American Airlines Center | 16 - 2 |
| 19    | 22 novembre  | @ Miami         | D 98-104       | Kyrie Irving (23)  | Al Horford (9)     | Trois joueurs (4)   | American Airlines Arena  | 16 - 3 |
| 20    | 24 novembre  | Orlando         | V 118-103      | Kyrie Irving (30)  | Aron Baynes (11)   | Al Horford (10)     | TD Garden                | 17 - 3 |
| 21    | 25 novembre  | @ Indiana       | V 108-98       | Kyrie Irving (25)  | Marcus Smart (6)   | Irving, Horford (6) | Bankers Life Fieldhouse  | 18 - 3 |
| 22    | 27 novembre  | Détroit         | D 108-118      | Marcus Smart (23)  | Brown, Baynes (6)  | Kyrie Irving (9)    | TD Garden                | 18 - 4 |
| 23    | 30 novembre  | Philadelphie    | V 108-97       | Kyrie Irving (36)  | Horford, Theis (8) | Marcus Smart (8)    | TD Garden                | 19 - 4 |

| Match | Date match  | Équipe        | Score     | Meilleur marqueur | Meilleur rebondeur  | Meilleur passeur    | Lieux                   | Série   |
| ----- | ----------- | ------------- | --------- | ----------------- | ------------------- | ------------------- | ----------------------- | ------- |
| 24    | 2 décembre  | Phoenix       | V 116-111 | Kyrie Irving (19) | Marcus Smart (8)    | Al Horford (11)     | TD Garden               | 20 - 4  |
| 25    | 4 décembre  | Milwaukee     | V 111-100 | Kyrie Irving (32) | Al Horford (9)      | Al Horford (8)      | TD Garden               | 21 - 4  |
| 26    | 6 décembre  | Dallas        | V 97-90   | Kyrie Irving (23) | Daniel Theis (11)   | Al Horford (8)      | TD Garden               | 22 - 4  |
| 27    | 8 décembre  | @ San Antonio | D 102-105 | Kyrie Irving (36) | Al Horford (9)      | Horford, Morris (3) | AT&T Center             | 22 - 5  |
| 28    | 10 décembre | @ Détroit     | V 91-81   | Al Horford (18)   | Aron Baynes (13)    | Al Horford (6)      | Little Caesars Arena    | 23 - 5  |
| 29    | 11 décembre | @ Chicago     | D 85-108  | Al Horford (15)   | Jayson Tatum (10)   | Horford, Rozier (5) | United Center           | 23 - 6  |
| 30    | 13 décembre | Denver        | V 124-118 | Kyrie Irving (33) | Aron Baynes (6)     | Marcus Smart (9)    | TD Garden               | 24 - 6  |
| 31    | 15 décembre | Utah          | D 95-107  | Kyrie Irving (33) | Horford, Brown (6)  | Al Horford (7)      | TD Garden               | 24 - 7  |
| 32    | 16 décembre | @ Memphis     | V 102-93  | Kyrie Irving (20) | Jayson Tatum (9)    | Irving, Horford (6) | FedEx Forum             | 25 - 7  |
| 33    | 18 décembre | @ Indiana     | V 112-111 | Kyrie Irving (30) | Al Horford (10)     | Al Horford (9)      | Bankers Life Fieldhouse | 26 - 7  |
| 34    | 20 décembre | Miami         | D 89-90   | Kyrie Irving (33) | Al Horford (8)      | Kyrie Irving (5)    | TD Garden               | 26 - 8  |
| 35    | 21 décembre | @ New York    | D 93-102  | Kyrie Irving (32) | Daniel Theis (7)    | Al Horford (5)      | Madison Square Garden   | 26 - 9  |
| 36    | 23 décembre | Chicago       | V 117-92  | Kyrie Irving (25) | Daniel Theis (15)   | Kyrie Irving (7)    | TD Garden               | 27 - 9  |
| 37    | 25 décembre | Washington    | D 103-111 | Kyrie Irving (20) | Jaylen Brown (9)    | Al Horford (6)      | TD Garden               | 27 - 10 |
| 38    | 27 décembre | @ Charlotte   | V 102-91  | Kyrie Irving (21) | Al Horford (11)     | Kyrie Irving (8)    | Spectrum Center         | 28 - 10 |
| 39    | 28 décembre | Houston       | V 99-98   | Kyrie Irving (26) | Al Horford (8)      | Marcus Smart (5)    | TD Garden               | 29 - 10 |
| 40    | 31 décembre | Brooklyn      | V 108-105 | Kyrie Irving (28) | Baynes, Horford (6) | Al Horford (5)      | TD Garden               | 30 - 10 |

| Match | Date match | Équipe           | Score          | Meilleur marqueur    | Meilleur rebondeur  | Meilleur passeur    | Lieux             | Série   |
| ----- | ---------- | ---------------- | -------------- | -------------------- | ------------------- | ------------------- | ----------------- | ------- |
| 41    | 3 janvier  | Cleveland        | V 102-88       | Terry Rozier (20)    | Horford, Irving (9) | Kyrie Irving (6)    | TD Garden         | 31 - 10 |
| 42    | 5 janvier  | Minnesota        | V 91-84        | Marcus Smart (18)    | Baynes, Theis (10)  | Horford, Irving (8) | TD Garden         | 32 - 10 |
| 43    | 6 janvier  | @ Brooklyn       | V 87-85        | Kyrie Irving (21)    | Daniel Theis (10)   | Kyrie Irving (4)    | Barclays Center   | 33 - 10 |
| 44    | 10 janvier | @ Philadelphie   | V 114-103      | Jaylen Brown (21)    | Horford, Morris (8) | Horford, Irving (7) | O2 Arena, Londres | 34 - 10 |
| 45    | 16 janvier | Nouvelle-Orléans | D 113-116 (OT) | Kyrie Irving (27)    | Al Horford (9)      | Al Horford (6)      | TD Garden         | 34 - 11 |
| 46    | 18 janvier | Philadelphie     | D 80-89        | Horford, Morris (14) | Marcus Morris (6)   | Jaylen Brown (4)    | TD Garden         | 34 - 12 |
| 47    | 21 janvier | Orlando          | D 95-103       | Kyrie Irving (40)    | Jayson Tatum (10)   | Al Horford (6)      | TD Garden         | 34 - 13 |
| 48    | 23 janvier | @ L.A. Lakers    | D 107-108      | Kyrie Irving (33)    | Al Horford (12)     | Marcus Smart (8)    | Staples Center    | 34 - 14 |
| 49    | 24 janvier | @ L.A. Clippers  | V 113-102      | Kyrie Irving (20)    | Trois joueurs (8)   | Kyrie Irving (7)    | Staples Center    | 35 - 14 |
| 50    | 27 janvier | @ Golden State   | D 105-109      | Kyrie Irving (37)    | Al Horford (13)     | Kyrie Irving (4)    | Oracle Arena      | 35 - 15 |
| 51    | 29 janvier | @ Denver         | V 111-110      | Kyrie Irving (27)    | Terry Rozier (9)    | Trois joueurs (6)   | Pepsi Center      | 36 - 15 |
| 52    | 31 janvier | New York         | V 103-73       | Marcus Smart (20)    | Terry Rozier (11)   | Terry Rozier (10)   | TD Garden         | 37 - 15 |

| Match                  | Date match | Équipe        | Score     | Meilleur marqueur | Meilleur rebondeur | Meilleur passeur  | Lieux                 | Série   |
| ---------------------- | ---------- | ------------- | --------- | ----------------- | ------------------ | ----------------- | --------------------- | ------- |
| 53                     | 2 février  | Atlanta       | V 119-110 | Terry Rozier (31) | Aron Baynes (8)    | Al Horford (7)    | TD Garden             | 38 - 15 |
| 54                     | 4 février  | Portland      | V 97-96   | Al Horford (22)   | Al Horford (10)    | Trois joueurs (5) | TD Garden             | 39 - 15 |
| 55                     | 6 février  | @ Toronto     | D 91-111  | Terry Rozier (18) | Aron Baynes (8)    | Terry Rozier (4)  | Centre Air Canada     | 39 - 16 |
| 56                     | 8 février  | @ Washington  | V 110-104 | Kyrie Irving (28) | Marcus Morris (8)  | Kyrie Irving (6)  | Capital One Arena     | 40 - 16 |
| 57                     | 9 février  | Indiana       | D 91-97   | Kyrie Irving (21) | Al Horford (8)     | Kyrie Irving (5)  | TD Garden             | 40 - 17 |
| 58                     | 11 février | Cleveland     | D 99-121  | Terry Rozier (21) | Terry Rozier (9)   | Al Horford (6)    | TD Garden             | 40 - 18 |
| 59                     | 14 février | L.A. Clippers | D 119-129 | Kyrie Irving (33) | Marcus Morris (11) | Kyrie Irving (8)  | TD Garden             | 40 - 19 |
| NBA All-Star Game 2018 |            |               |           |                   |                    |                   |                       |         |
| 60                     | 23 février | @ Détroit     | V 110-98  | Daniel Theis (19) | Daniel Theis (7)   | Terry Rozier (7)  | Little Caesars Arena  | 41 - 19 |
| 61                     | 24 février | @ New York    | V 121-112 | Kyrie Irving (31) | Al Horford (10)    | Kyrie Irving (8)  | Madison Square Garden | 42 - 19 |
| 62                     | 26 février | Memphis       | V 109-98  | Kyrie Irving (25) | Marcus Morris (8)  | Irving, Smart (5) | TD Garden             | 43 - 19 |
| 63                     | 28 février | Charlotte     | V 134-106 | Kyrie Irving (34) | Aron Baynes (10)   | Marcus Smart (6)  | TD Garden             | 44 - 19 |

| Match | Date match | Équipe             | Score           | Meilleur marqueur   | Meilleur rebondeur | Meilleur passeur   | Lieux                      | Série   |
| ----- | ---------- | ------------------ | --------------- | ------------------- | ------------------ | ------------------ | -------------------------- | ------- |
| 64    | 3 mars     | @ Houston          | D 120-123       | Marcus Morris (21)  | 3 joueurs (6)      | Kyrie Irving (6)   | Toyota Center              | 44 - 20 |
| 65    | 5 mars     | @ Chicago          | V 105-89        | Jaylen Brown (21)   | Greg Monroe (9)    | Terry Rozier (7)   | United Center              | 45 - 20 |
| 66    | 8 mars     | @ Minnesota        | V 117-109       | Kyrie Irving (23)   | Al Horford (8)     | Kyrie Irving (8)   | Target Center              | 46 - 20 |
| 67    | 11 mars    | Indiana            | D 97-99         | Marcus Smart (20)   | Marcus Smart (7)   | Marcus Smart (8)   | TD Garden                  | 46 - 21 |
| 68    | 14 mars    | Washington         | D 124-125 (2OT) | Marcus Morris (31)  | Greg Monroe (10)   | Terry Rozier (9)   | TD Garden                  | 46 - 22 |
| 69    | 16 mars    | @ Orlando          | V 92-83         | Rozier, Monroe (17) | Marcus Morris (11) | Terry Rozier (5)   | Amway Center               | 47 - 22 |
| 70    | 18 mars    | @ Nouvelle-Orléans | D 89-108        | Jayson Tatum (23)   | Terry Rozier (7)   | Terry Rozier (5)   | Smoothie King Center       | 47 - 23 |
| 71    | 20 mars    | Oklahoma City      | V 100-99        | Jayson Tatum (23)   | Jayson Tatum (11)  | Al Horford (7)     | TD Garden                  | 48 - 23 |
| 72    | 23 mars    | @ Portland         | V 105-100       | Marcus Morris (30)  | Greg Monroe (10)   | Shane Larkin (7)   | Moda Center                | 49 - 23 |
| 73    | 25 mars    | @ Sacramento       | V 104-93        | Terry Rozier (33)   | Greg Monroe (8)    | Al Horford (8)     | Golden 1 Center            | 50 - 23 |
| 74    | 26 mars    | @ Phoenix          | V 102-94        | Jayson Tatum (23)   | Al Horford (9)     | Al Horford (7)     | Talking Stick Resort Arena | 51 - 23 |
| 75    | 28 mars    | @ Utah             | V 97-94         | Jaylen Brown (21)   | Shane Larkin (9)   | Larkin, Monroe (4) | Vivint Smart Home Arena    | 52 - 23 |
| 76    | 31 mars    | Toronto            | V 110-99        | Marcus Morris (25)  | Marcus Morris (9)  | Terry Rozier (7)   | TD Garden                  | 53 - 23 |

| Match | Date match | Équipe       | Score     | Meilleur marqueur  | Meilleur rebondeur | Meilleur passeur  | Lieux                     | Série   |
| ----- | ---------- | ------------ | --------- | ------------------ | ------------------ | ----------------- | ------------------------- | ------- |
| 77    | 3 avril    | @ Milwaukee  | D 102-106 | Jaylen Brown (24)  | Greg Monroe (10)   | Al Horford (5)    | BMO Harris Bradley Center | 53 - 24 |
| 78    | 4 avril    | @ Toronto    | D 78-96   | Marcus Morris (21) | Terry Rozier (9)   | Trois joueurs (3) | Centre Air Canada         | 53 - 25 |
| 79    | 6 avril    | Chicago      | V 111-104 | Jaylen Brown (32)  | Greg Monroe (11)   | Greg Monroe (10)  | TD Garden                 | 54 - 25 |
| 80    | 8 avril    | Atlanta      | D 106-112 | Jayson Tatum (19)  | Terry Rozier (8)   | Terry Rozier (9)  | TD Garden                 | 54 - 26 |
| 81    | 10 avril   | @ Washington | D 101-113 | Jaylen Brown (27)  | Al Horford (14)    | Terry Rozier (6)  | Capital One Arena         | 54 - 27 |
| 82    | 11 avril   | Brooklyn     | V 110-97  | Aron Baynes (26)   | Aron Baynes (14)   | Shane Larkin (7)  | TD Garden                 | 55 - 27 |

### Playoffs
| Playoffs Total: 11-8 (Domicile : 10-1 ; Extérieur : 1-7) |

| Match | Date match | Équipe      | Score          | Meilleur marqueur | Meilleur rebondeur | Meilleur passeur           | Lieux          | Série |
| ----- | ---------- | ----------- | -------------- | ----------------- | ------------------ | -------------------------- | -------------- | ----- |
| 1     | 15 avril   | Milwaukee   | V 113-107 (OT) | Al Horford (24)   | Al Horford (12)    | Horford, Tatum & Brown (4) | TD Garden      | 1 - 0 |
| 2     | 17 avril   | Milwaukee   | V 120-106      | Jaylen Brown (30) | Jayson Tatum (7)   | Terry Rozier (8)           | TD Garden      | 2 - 0 |
| 3     | 20 avril   | @ Milwaukee | D 92-116       | Al Horford (16)   | Greg Monroe (11)   | Terry Rozier (9)           | Bradley Center | 2 - 1 |
| 4     | 22 avril   | @ Milwaukee | D 102-104      | Jaylen Brown (34) | Aron Baynes (11)   | Terry Rozier (8)           | Bradley Center | 2 - 2 |
| 5     | 24 avril   | Milwaukee   | V 92-87        | Al Horford (22)   | Al Horford (14)    | Terry Rozier (5)           | TD Garden      | 3 - 2 |
| 6     | 26 avril   | @ Milwaukee | D 86-97        | Jayson Tatum (22) | Al Horford (10)    | Terry Rozier (5)           | Bradley Center | 3 - 3 |
| 7     | 28 avril   | Milwaukee   | V 112-96       | Terry Rozier (26) | Al Horford (8)     | Terry Rozier (9)           | TD Garden      | 4 - 3 |

| Match | Date match | Équipe         | Score         | Meilleur marqueur | Meilleur rebondeur | Meilleur passeur | Lieux Spectateurs  | Série |
| ----- | ---------- | -------------- | ------------- | ----------------- | ------------------ | ---------------- | ------------------ | ----- |
| 1     | 30 avril   | Philadelphie   | V 117-101     | Terry Rozier (29) | Terry Rozier (8)   | Marcus Smart (9) | TD Garden          | 1 - 0 |
| 2     | 3 mai      | Philadelphie   | V 108-103     | Jayson Tatum (21) | Al Horford (12)    | Terry Rozier (9) | TD Garden          | 2 - 0 |
| 3     | 5 mai      | @ Philadelphie | V 101-98 (OT) | Jayson Tatum (24) | Aron Baynes (10)   | Jayson Tatum (4) | Wells Fargo Center | 3 - 0 |
| 4     | 7 mai      | @ Philadelphie | D 92-103      | Jayson Tatum (20) | Al Horford (10)    | Jayson Tatum (4) | Wells Fargo Center | 3 - 1 |
| 5     | 9 mai      | Philadelphie   | V 114-112     | Jayson Tatum (25) | Aron Baynes (9)    | Marcus Smart (6) | TD Garden          | 4 - 1 |

| Match | Date match | Équipe      | Score     | Meilleur marqueur | Meilleur rebondeur | Meilleur passeur  | Lieux Spectateurs   | Série |
| ----- | ---------- | ----------- | --------- | ----------------- | ------------------ | ----------------- | ------------------- | ----- |
| 1     | 13 mai     | Cleveland   | V 108-83  | Jaylen Brown (23) | Marcus Morris (10) | Terry Rozier (8)  | TD Garden           | 1 - 0 |
| 2     | 15 mai     | Cleveland   | V 107-94  | Jaylen Brown (23) | Al Horford (10)    | Marcus Smart (9)  | TD Garden           | 2 - 0 |
| 3     | 19 mai     | @ Cleveland | D 86-116  | Jayson Tatum (18) | Al Horford (7)     | Marcus Smart (6)  | Quicken Loans Arena | 2 - 1 |
| 4     | 21 mai     | @ Cleveland | D 102-111 | Jayson Tatum (23) | Al Horford (7)     | Terry Rozier (11) | Quicken Loans Arena | 2 - 2 |
| 5     | 23 mai     | Cleveland   | V 96-83   | Jayson Tatum (24) | Al Horford (12)    | Terry Rozier (6)  | TD Garden           | 3 - 2 |
| 6     | 25 mai     | @ Cleveland | D 99-109  | Terry Rozier (28) | Al Horford (9)     | Marcus Smart (8)  | Quicken Loans Arena | 3 - 3 |
| 7     | 27 mai     | Cleveland   | D 79-87   | Jayson Tatum (24) | Marcus Morris (12) | Marcus Smart (7)  | TD Garden           | 3 - 4 |

### Confrontations en saison régulière
| Conférence Est      | Conférence Est                               | Conférence Est                               | Conférence Est                               | Conférence Est                               | Conférence Ouest                             | Conférence Ouest                             | Conférence Ouest                             |
| Division Atlantique | Division Atlantique                          | Division Atlantique                          | Division Atlantique                          | Division Atlantique                          | Division Nord-Ouest                          | Division Nord-Ouest                          | Division Nord-Ouest                          |
| Équipe              | Domicile                                     | Domicile                                     | Extérieur                                    | Extérieur                                    | Équipe                                       | Domicile                                     | Extérieur                                    |
| ------------------- | -------------------------------------------- | -------------------------------------------- | -------------------------------------------- | -------------------------------------------- | -------------------------------------------- | -------------------------------------------- | -------------------------------------------- |
|                     |                                              |                                              |                                              |                                              | Denver                                       | 124-118                                      | 111-110                                      |
| Brooklyn            | 108-105                                      | 110-97                                       | 109-102                                      | 87-85                                        | Minnesota                                    | 91-84                                        | 117-109                                      |
| New York            | 110-89                                       | 103-73                                       | 93-102                                       | 121-112                                      | Oklahoma City                                | 100-99                                       | 101-94                                       |
| Philadelphie        | 108-97                                       | 80-89                                        | 102-92                                       | 114-103                                      | Portland                                     | 97-96                                        | 105-100                                      |
| Toronto             | 95-94                                        | 110-99                                       | 91-111                                       | 78-96                                        | Utah                                         | 95-107                                       | 97-94                                        |
|                     | 7–1                                          | 7–1                                          | 5–3                                          | 5–3                                          |                                              | 4–1                                          | 5–0                                          |
| Division            | 12–4                                         | 12–4                                         | 12–4                                         | 12–4                                         | Division                                     | 9–1                                          | 9–1                                          |
| Division Centrale   | Division Centrale                            | Division Centrale                            | Division Centrale                            | Division Centrale                            | Division Pacifique                           | Division Pacifique                           | Division Pacifique                           |
| Équipe              | Domicile                                     | Domicile                                     | Extérieur                                    | Extérieur                                    | Équipe                                       | Domicile                                     | Extérieur                                    |
| Chicago             | 117-92                                       | 111-104                                      | 85-108                                       | 105-89                                       | Golden State                                 | 92-88                                        | 105-109                                      |
| Cleveland           | 102-88                                       | 99-121                                       | 99-102                                       |                                              | L.A. Clippers                                | 119-129                                      | 113-102                                      |
| Detroit             | 108-118                                      |                                              | 91-81                                        | 110-98                                       | L.A. Lakers                                  | 107-96                                       | 107-108                                      |
| Indiana             | 91-97                                        | 97-99                                        | 108-98                                       | 112-111                                      | Phoenix                                      | 116-111                                      | 102-94                                       |
| Milwaukee           | 100-108                                      | 111-100                                      | 96-89                                        | 102-106                                      | Sacramento                                   | 113-86                                       | 104-93                                       |
|                     | 4–5                                          | 4–5                                          | 6–3                                          | 6–3                                          |                                              | 4–1                                          | 3–2                                          |
| Division            | 10–8                                         | 10–8                                         | 10–8                                         | 10–8                                         | Division                                     | 7–3                                          | 7–3                                          |
| Division Sud-Est    | Division Sud-Est                             | Division Sud-Est                             | Division Sud-Est                             | Division Sud-Est                             | Division Sud-Ouest                           | Division Sud-Ouest                           | Division Sud-Ouest                           |
| Équipe              | Domicile                                     | Domicile                                     | Extérieur                                    | Extérieur                                    | Équipe                                       | Domicile                                     | Extérieur                                    |
| Atlanta             | 119-110                                      | 106-112                                      | 110-107                                      | 110-99                                       | Dallas                                       | 97-90                                        | 110-102 (OT)                                 |
| Charlotte           | 90-87                                        | 134-106                                      | 102-91                                       |                                              | Houston                                      | 99-98                                        | 120-123                                      |
| Miami               | 89-90                                        |                                              | 96-90                                        | 98-104                                       | Memphis                                      | 109-98                                       | 102-93                                       |
| Orlando             | 118-103                                      | 95-103                                       | 104-88                                       | 92-83                                        | La Nouvelle-Orléans                          | 113-116 (OT)                                 | 89-108                                       |
| Washington          | 103-111                                      | 124-125 (2OT)                                | 110-104                                      | 101-113                                      | San Antonio                                  | 108-94                                       | 102-105                                      |
|                     | 4–5                                          | 4–5                                          | 7–2                                          | 7–2                                          |                                              | 5–1                                          | 1–3                                          |
| Division            | 11–7                                         | 11–7                                         | 11–7                                         | 11–7                                         | Division                                     | 6–4                                          | 6–4                                          |
| Conférence          | 33–19 (Domicile : 15–11 ; Extérieur : 18–8)  | 33–19 (Domicile : 15–11 ; Extérieur : 18–8)  | 33–19 (Domicile : 15–11 ; Extérieur : 18–8)  | 33–19 (Domicile : 15–11 ; Extérieur : 18–8)  | Conférence                                   | 22–8 (Domicile : 12–3 ; Extérieur : 10–5)    | 22–8 (Domicile : 12–3 ; Extérieur : 10–5)    |
| Total               | 55–27 (Domicile : 27–14 ; Extérieur : 28–13) | 55–27 (Domicile : 27–14 ; Extérieur : 28–13) | 55–27 (Domicile : 27–14 ; Extérieur : 28–13) | 55–27 (Domicile : 27–14 ; Extérieur : 28–13) | 55–27 (Domicile : 27–14 ; Extérieur : 28–13) | 55–27 (Domicile : 27–14 ; Extérieur : 28–13) | 55–27 (Domicile : 27–14 ; Extérieur : 28–13) |

## Effectif
| Celtics de Boston Effectif en fin de saison réguliére | Celtics de Boston Effectif en fin de saison réguliére | Celtics de Boston Effectif en fin de saison réguliére | Celtics de Boston Effectif en fin de saison réguliére | Celtics de Boston Effectif en fin de saison réguliére |
| ----------------------------------------------------- | ----------------------------------------------------- | ----------------------------------------------------- | ----------------------------------------------------- | ----------------------------------------------------- |
| Entraîneur : Brad Stevens                             |                                                       |                                                       |                                                       |                                                       |
| Arrière                                               | 45                                                    | Drapeau des États-Unis                                | Kadeem Allen                                          | Arizona                                               |
| Pivot                                                 | 46                                                    | Drapeau de l'Australie                                | Aron Baynes                                           | Washington State                                      |
| Arrière                                               | 26                                                    | Drapeau des États-Unis                                | Jabari Bird                                           | Californie                                            |
| Ailier                                                | 7                                                     | Drapeau des États-Unis                                | Jaylen Brown                                          | Californie                                            |
| Meneur                                                | 60                                                    | Drapeau des États-Unis                                | Jonathan Gibson                                       | New Mexico State                                      |
| Ailier                                                | 20                                                    | Drapeau des États-Unis                                | Gordon Hayward                                        | Butler                                                |
| Pivot, Ailier fort                                    | 42                                                    | Drapeau de la République dominicaine                  | Al Horford                                            | Florida                                               |
| Meneur                                                | 11                                                    | Drapeau des États-Unis                                | Kyrie Irving                                          | Duke                                                  |
| Meneur                                                | 8                                                     | Drapeau des États-Unis                                | Shane Larkin                                          | Miami                                                 |
| Pivot                                                 | 55                                                    | Drapeau des États-Unis                                | Greg Monroe                                           | Georgetown                                            |
| Ailier fort                                           | 13                                                    | Drapeau des États-Unis                                | Marcus Morris                                         | Kansas                                                |
| Ailier                                                | 28                                                    | Drapeau de l'Égypte                                   | Abdel Nader                                           | Iowa State                                            |
| Ailier fort                                           | 37                                                    | Drapeau des États-Unis                                | Semi Ojeleye                                          | SMU                                                   |
| Meneur, Arrière                                       | 12                                                    | Drapeau des États-Unis                                | Terry Rozier                                          | Louisville                                            |
| Meneur                                                | 36                                                    | Drapeau des États-Unis                                | Marcus Smart                                          | Oklahoma State                                        |
| Ailier                                                | 0                                                     | Drapeau des États-Unis                                | Jayson Tatum                                          | Duke                                                  |
| Ailier fort, Pivot                                    | 27                                                    | Drapeau de l'Allemagne                                | Daniel Theis                                          | Allemagne                                             |
| Ailier fort                                           | 30                                                    | Drapeau de la France                                  | Guerschon Yabusele                                    | France                                                |
| (C) - Capitaine, - Blessé                             |                                                       |                                                       |                                                       |                                                       |

## Transactions

### Échanges
| 19 juin 2017   | A Celtics de BostonChoix #3 de la draft 2017 : Jayson Tatum Futur premier tour de draft (protégé) | A 76ers de PhiladelphieChoix #1 de la draft 2017 : Markelle Fultz                                                                          |
| 7 juillet 2017 | A Celtics de BostonMarcus Morris                                                                  | A Pistons de DétroitAvery Bradley Second tour de draft 2019                                                                                |
| 2 août 2017    | A Celtics de BostonKyrie Irving                                                                   | A Cavaliers de ClevelandIsaiah Thomas Jae Crowder Ante Žižić Premier tour de draft 2018 (de Brooklyn) Second tour de draft 2020 (de Miami) |

### Options dans les contrats
| Joueur       | Option                                                                     |
| ------------ | -------------------------------------------------------------------------- |
| Jaylen Brown | Boston active son option d'équipe de 5 170 000 $ pour la saison 2018-2019. |
| Terry Rozier | Boston active son option d'équipe de 3 050 000 $ pour la saison 2018-2019. |

### Arrivés
| Date       | Joueur             | Contrat                                         | Provenance                              |
| ---------- | ------------------ | ----------------------------------------------- | --------------------------------------- |
| 01/07/2017 | Ante Žižić         | Contrat de 3 600 000 $ sur 2 ans                | Darüşşafaka Doğuş                       |
| 01/07/2017 | Jayson Tatum       | Contrat de 12 300 000 $ sur 2 ans               | Blue Devils de Duke                     |
| 14/07/2017 | Gordon Hayward     | Contrat de 127 800 000 $ sur 4 ans              | Jazz de l'Utah                          |
| 15/07/2017 | Abdel Nader        | Contrat de 4 160 000 $ sur 3 ans                | Red Claws du Maine (NBA G League)       |
| 17/07/2017 | Paul Pierce        | "Contrat d'adieu"                               | Clippers de Los Angeles                 |
| 19/07/2017 | Semi Ojeleye       | Contrat de 6 000 000 $ sur 4 ans                | Mustangs de SMU                         |
| 19/07/2017 | Kadeem Allen       | Two-way contracts                               | Wildcats de l'Arizona                   |
| 19/07/2017 | Aron Baynes        | Contrat de 4 300 000 $ sur 1 an                 | Pistons de Détroit                      |
| 20/07/2017 | Daniel Theis       | Contrat de 2 190 000 $ sur 2 ans                | Brose Baskets                           |
| 20/07/2017 | Guerschon Yabusele | Contrat de 4 900 000 $ sur 2 ans                | Shanghai Sharks                         |
| 31/07/2017 | Shane Larkin       | Contrat de 1 500 000 $ sur 1 an                 | Saski Baskonia                          |
| 05/09/2017 | Jabari Bird        | Two-way contracts                               | Golden Bears de la Californie           |
| 20/01/2018 | Jarell Eddie       | Contrat de 10 jours                             | Bulls de Windy City (NBA G League)      |
| 08/02/2018 | Greg Monroe        | Contrat de 5 000 000 $ sur 1 an                 | Suns de Phoenix                         |
| 28/03/2018 | Xavier Silas       | Contrat de 10 jours                             | Suns de Northern Arizona (NBA G League) |
| 06/04/2018 | Jonathan Gibson    | Contrat de 44,495 $ jusqu'à la fin de la saison | BayHawks d'Érié (NBA G League)          |

### Départs
| Date       | Joueur            | Raison départ | Nouvelle équipe ¹     |
| ---------- | ----------------- | ------------- | --------------------- |
| 01/07/2017 | Gerald Green      | Agent libre   | Bucks de Milwaukee    |
| 01/07/2017 | Jonas Jerebko     | Agent libre   | Jazz de l'Utah        |
| 01/07/2017 | Amir Johnson      | Agent libre   | 76ers de Philadelphie |
| 01/07/2017 | Kelly Olynyk      | Agent libre   | Heat de Miami         |
| 01/07/2017 | James Young       | Agent libre   | Bucks de Milwaukee    |
| 02/07/2017 | Tyler Zeller      | Coupé         | Nets de Brooklyn      |
| 14/07/2017 | Jordan Mickey     | Coupé         | Heat de Miami         |
| 15/07/2017 | Demetrius Jackson | Coupé         | Rockets de Houston    |
| 18/07/2017 | Paul Pierce       | Retraite      |                       |

¹ Il s'agit de l’équipe pour laquelle le joueur a signé après son départ, il a pu entre-temps changer d'équipe ou encore de pays.

### Joueurs "agents libres" à la fin de la saison
| Joueur       | Fin de saison         |
| ------------ | --------------------- |
| Aron Baynes  | Agent libre           |
| Shane Larkin | Agent libre           |
| Greg Monroe  | Agent libre           |
| Marcus Smart | Agent libre restreint |

## Récompenses
| Date       | Joueur       | Récompense                                 |
| ---------- | ------------ | ------------------------------------------ |
| Novembre   | Brad Stevens | Entraîneur du mois dans la conférence Est. |
| 18 février | Al Horford   | ☆ All-Star 2018 ☆                          |
| 18 février | Kyrie Irving | ☆ All-Star 2018 ☆                          |